# Dominique Sanda
Dominique Sanda, nome artístico de Dominique Marie-Françoise Renée Varaign (Paris, 11 de março de 1951), é uma atriz francesa.
Trabalhava como modelo da Vogue quando Robert Bresson a convidou para interpretar o papel de uma jovem mulher que comete suicídio em Une femme douce, de 1969. Em seguida Vittorio De Sica ofereceu-lhe o papel de protagonista em Il giardino dei Finzi-Contini (1970). Seguiram-se Il conformista (1970), de Bernardo Bertolucci; The Mackintosh Man (1973), dirigido por John Huston e coestrelado por Paul Newman; Steppenwolf (1974), com Max von Sydow; Novecento (1976), de Bertolucci; L'eredità Ferramonti (1976), de Mauro Bolognini, e pelo qual recebeu o prêmio de melhor atriz no Festival de Cannes; Al di là del bene e del male (1977), de Liliana Cavani; e Une chambre en ville (1982), musical dirigido por Jacques Demy.
Nos anos 1970, Dominique Sanda viveu com o ator e diretor Christian Marquand, com o qual teve um filho, Yann Marquand.
Atualmente vive em Buenos Aires, e continua a atuar em filmes para o cinema e a televisão.